# Tolfta landskommun
Tolfta landskommun var tidigare en kommun i Uppsala län.

## Administrativ historik
Den 1 januari 1863, när kommunalförordningarna började tillämpas, skapades över hela riket cirka 2 500 kommuner, varav 89 städer, 8 köpingar och resten landskommuner.
Då inrättades i Tolfta socken i Örbyhus härad i Uppland denna kommun.
1952 genomfördes den första av 1900-talets två genomgripande kommunreformer i Sverige. Denna kommun uppgick då i Tierps köping som 1974 uppgick i Tierps kommun.

## Politik

### Mandatfördelning i Tolfta landskommun 1938-1946
| 13 | 6 | 1 |

| 20 |

| 13 | 3 | 4 |

| 20 |

| 12 | 8 |

| 19 |